# Sociologie des prénoms
 (septembre 2019).
La sociologie des prénoms est une branche de la sociologie qui étudie le choix des prénoms.

## Histoire
Le plus ancien texte consacré à l'étude des prénoms a été publié en 1681 par Gilles-André de La Rocque. Cependant, son ouvrage, intitulé Traité de l'origine des noms et des surnoms, ne constitue pas véritablement une étude sociologique mais traite davantage de l'aspect liturgique du choix du prénom.
C'est seulement en 1888 que la première étude statistique sur les prénoms est réalisée. L'article de Charles Fierville intitulé « Étude sur le Cadastre de Burlats (fin du XVIe siècle) » constitue le premier essai de ce type. Son travail consiste à relever les noms de baptême dans le cadastre de la commune tarnaise de Burlats. Son travail est uniquement statistique et il n'étudie en aucun cas les modes de transmission.
De nombreux travaux statistiques suivent, mais il faut attendre la fin des années 1970 pour que la sociologie s'empare du domaine d'étude. L'étude de Philippe Besnard « Pour une étude empirique du phénomène de mode dans la consommation des biens symboliques : le cas des prénoms », parue en 1979 dans les Archives européennes de sociologie marque un point de départ du sujet.

« Le prénom présente deux caractéristiques particulièrement intéressantes : c'est un bien gratuit, dont la consommation est obligatoire. Dès lors l'étude de sa diffusion dans le temps est particulièrement apte à mettre en évidence, dans sa pureté, la fonction d'identification et de distinction propre à la consommation des biens de mode. »

— Philippe Besnard, « Pour une étude empirique du phénomène de mode dans la consommation des biens symboliques : le cas des prénoms », Archives européennes de sociologie, 1979

## Les différents modèles de choix des prénoms

### Le modèle de l'Ancien Régime
Sous l'Ancien Régime, le choix des prénoms est restreint car c'est l'Église qui tient les registres de baptême qui tiennent lieu d'état civil. Les parents ne peuvent pas choisir n'importe quel prénom, ils doivent se référer à des normes liées à la religion chrétienne. Le Catéchisme du concile de Trente prescrit d'ailleurs d'imposer à l'enfant baptisé « un nom qui doit être celui de quelqu'un qui ait mérité, par excellence de sa piété et de sa fidélité pour Dieu, d'être mis au nombre des Saints ».
On utilise alors souvent le nom de baptême de la marraine pour la filleule ou celui du parrain pour le filleul, voire celui des grands-parents, tradition conservée jusqu'au début du XXe siècle.
On peut voir dans cette habitude sociale une manière de montrer son attachement aux générations précédentes, à la lignée familiale, mais aussi à la région. Avec ce modèle, le « stock » de noms disponibles est limité et la diversité des prénoms très faible (Catherine, Jeanne, Marie, Madeleine, Françoise, Louise pour les filles ; Jean, Paul, Pierre, Louis, Jacques, Martin, Matthieu pour les garçons, etc.). Cependant, la possibilité d'avoir plusieurs noms de baptême (bien qu'un seul soit un prénom d'usage) limite cette apparente monotonie. Le nom d'usage est alors souvent le dernier, les premiers reprenant celui du grand-père (ou de la grand-mère), puis du parrain (ou de la marraine), parfois du père ou de la mère, puis celui du saint ou de la sainte du jour ou d'un ancêtre dont on veut faire mémoire. Le nom de Marie est ajouté indifféremment pour les garçons et les filles, comme patronne. Dans certaines régions (Nord de la France et actuelle Belgique), le prénom Joseph remplira le même rôle de protecteur et sera attribué tant aux garçons qu'aux filles. Enfin le choix des noms de baptême chez les protestants est souvent d'ajouter au sien un prénom biblique (Sarah, Salomon, Jacob, Rebecca, etc.), notamment chez les calvinistes[réf. nécessaire].
Ce modèle de choix des prénoms subsiste aujourd'hui chez certains membres de l'aristocratie ou de la bourgeoisie, afin de montrer l'affiliation à un groupe d'appartenance.

### Le modèle de choix de l'époque moderne
À partir du XIXe siècle, ce schéma classique tend à s'effacer. Une tendance à l'individualisation dans le choix du prénom et à la dispersion des prénoms apparaît. On passe d'un modèle où le prénom est signe d'appartenance familiale à un prénom support d'identité personnelle. Les parents cherchent à marquer la particularité du nouvel enfant qui devient le centre de la famille. La baisse de la mortalité infantile amorcée au XIXe siècle en France permet d'expliquer ce changement de la place de l'enfant[réf. nécessaire].
De plus, on constate une véritable diffusion sociale des prénoms : une diffusion verticale du haut vers le bas de la société. Les classes sociales supérieures cherchent parfois des prénoms nouveaux, encore peu utilisés, pour se démarquer. Ensuite, les couches populaires s'approprient les nouveaux prénoms à la mode. Quand l'attribution d'un prénom décline dans les franges supérieures de la société, ce même prénom connaît un renouveau dans les classes populaires, qui préfèrent les prénoms qui ont fait leur preuve. Ils ont donc un retard dans la mode du prénom.

### Le modèle de choix actuel
Depuis les années 1990, de nouvelles tendances sociologiques apparaissent. L'ancienne diffusion verticale des prénoms tend à disparaître au profit d'une ségrégation sociale des goûts. Certains prénoms sont ainsi typiquement ouvriers et d'autres typiquement bourgeois. Le choix des prénoms « Antoine » et « Anthony » montre bien cette nouvelle emprise sociale sur ce choix, ces deux prénoms ayant des taux diamétralement différents selon le milieu social étudié. Néanmoins, ce phénomène n'est pas total, il reste encore des prénoms qui sont utilisés par toutes les classes sociales, tel « Alexandre ».
On peut identifier dans les classes populaires différents phénomènes quant au choix des prénoms influencés par les séries télévisées. Tout d'abord, les goûts populaires se caractérisent par la forte présence de prénoms d'origine anglo-américaine tels que « Kevin », « Anthony » ou « Jordan », qui sont totalement absents du choix des parents des classes supérieures. De plus, le choix des couches populaires s'oriente vers des prénoms qui n'ont pas de passé en France, comme « Nadia » ou « Nadège », et vers des prénoms utilisés dans un premier temps par les cadres, mais qui s'en sont vite détournés, tels que « Jérémy » ou « Virginie ». Ces deux tendances permettent de faire une constatation : les classes populaires se sont détournées des prénoms liés au calendrier chrétien. L'affaiblissement de l'influence de la religion dans celles-ci peut expliquer ce changement de comportement.
Les classes aisées utilisent en revanche encore des prénoms classiques liés au calendrier chrétien, dans une logique de tradition. Leurs goûts se caractérisent par le choix de prénoms propres à la famille, rares chez le reste de la population, afin de montrer l'ancienneté[réf. nécessaire]. Les prénoms masculins « Amaury », « Côme » ou « François-Xavier », ou féminins comme « Madeleine », « Clotilde », « Aliénor », « Philippine » sont typiques de ces modes. Les prénoms traditionnels sont donc davantage utilisés par les populations aisées, ils apparaissent comme une valeur refuge. Le Bottin mondain et la rubrique naissance du Figaro sont souvent utilisés comme référence pour le choix d'un prénom.
Ainsi, avec ces nouvelles modes, la rotation des prénoms les plus attribués est de plus en plus rapide. Alors que le prénom « Michel » est le prénom le plus attribué aux garçons pendant trente ans, entre 1910 et 1940, le prénom « Sébastien » est le plus choisi pendant seulement cinq ans, entre 1975 et 1980[réf. incomplète].
De plus, on constate un affaiblissement de la conscience commune, de l'influence de la vie locale et des coutumes pluriséculaires. Les jeunes adultes, essentiellement urbains, cherchent dans le prénom un signe de modernité, d’où la disparition des particularités régionales dans l'adoption des prénoms d'usage à la mode : en Bretagne ou à Paris, les prénoms se ressemblent de plus en plus, même si des particularités subsistent[réf. incomplète] (« Loïc », « Gwennaël », « Erwan » en Bretagne). Cependant, le choix des deuxièmes ou troisièmes prénoms (le prénom d'usage étant désormais le premier à l'état civil et non plus le dernier) reste dicté par la piété familiale (le plus souvent le nom du grand-père ou de la grand-mère et parfois encore du parrain et de la marraine) voire les traditions religieuses, comme en Belgique francophone où il reste fréquent de placer l'enfant sous la protection de saint Ghislain.

## Un choix personnel à l'origine d'une régularité statistique
Même si le choix du prénom est purement personnel, les sociologues ont remarqué des régularités statistiques. Ce choix, qui au premier abord semblerait aléatoire, révèle des tendances qui ont pu être théorisées par les sociologues.

### Prénom classique
Les sociologues définissent un prénom comme classique lorsque la courbe de nouveau-nés ayant reçu ce prénom est stable à travers les années. Le nombre de prénoms classiques est très faible, on cite ainsi régulièrement « Marie », « Hélène », « Pierre » et « François ». On retrouve dans cette classe de prénoms ceux disponibles dans le stock restreint de l'Ancien Régime. Cependant, ce type de prénom est de plus en plus rare puisque la tendance veut que les modes soient de plus en plus brèves, comme mentionné plus haut[réf. incomplète].

### Prénom mode
Depuis plus d'un siècle, les prénoms répondent davantage à un phénomène de mode. Ce constat, établi dès 1914 dans l'ouvrage Les Prénoms féminins, explique la rotation constante des prénoms les plus attribués.

« Les prénoms ont aussi une mode ; ils subissent la politique et les changements de régime, tout comme l'architecture, la peinture, ou simplement le costume. »

— Les prénoms féminins, 1914
La majorité des prénom-modes suit une courbe semblable. La courbe d'attribution d'un prénom se caractérise par une progression rapide, une période de forte sollicitation et un affaiblissement échelonné. La courbe d'attribution est donc asymétrique, le déclin étant plus long que la montée. En outre, l'échelle de temps et de fréquence varie selon les prénoms.
La tendance actuelle veut un renouvellement de plus en plus rapide des modes de prénoms ; de ce fait la durée de vie des prénoms se raccourcit. Alors que des prénoms mode comme « Michel » ont été sollicités pendant près de cinquante ans, des prénoms plus récents comme « Dylan » ou « Kévin » ont eu une durée de vie beaucoup plus courte, entre dix et vingt ans entre l'apparition du prénom et sa disparition. À la fin de la vie d'un prénom, lorsque celui-ci n'est plus choisi par les parents, il entre dans ce que les sociologues appellent le « purgatoire »[réf. incomplète].

### Goûts et dégoûts
Pour Philippe Besnard, les goûts et les dégoûts en matière de prénom répondent à des règles précises. Selon lui, « l’allure de la courbe de diffusion passée, combinée à la distance qui nous en sépare est, en matière de prénoms comme en beaucoup d’autres, la clé principale de nos goûts et dégoûts du moment[réf. incomplète] ».
Les sociologues identifient trois raisons qui permettent d'expliquer pourquoi un prénom semble inesthétique à un moment donné : 
- sa carrière a été brillante ;
- sa carrière a suivi la courbe d'attribution d'un prénom-mode ;
- il n'est ni trop ancien, ni trop récent et le sommet de sa courbe d'attribution se situe il y a quarante à quatre-vingt-dix ans.

Le démographe Jacques Dupâquier explique qu'une fois qu'un prénom-mode entre en désuétude, il devient ridicule. Il faut un certain temps pour qu'il redevienne à la mode et que des précurseurs décident de se le réapproprier pour se démarquer. Le charme d'un prénom démodé réapparaît lorsque la génération l'ayant porté est morte. Ainsi, il faut en moyenne entre un siècle et un siècle et demi pour que le charme rétro d'un prénom resurgisse[réf. incomplète]. Cela a notamment été le cas pour les prénoms « Julie » à la mode en 1830 et 1980 ou « Pauline » à la mode en 1850 et 1990.

« Dans les générations actuelles, il n’y a presque plus d’Ernestine, de Léontine, de Pauline, de Valentine, de Julie, d’Eugénie, ou de Victorine, noms qui eurent leur jour de faveur ; mais par contre nous avons des Germaine, des Suzanne, des Madeleine, des Yvonne, ou des Simone, noms plus gracieux ou bien des noms plus frivoles comme Arlette, Paulette ou Odette. Pour les hommes, ce n’est plus ni Louis, ni Charles, ni Édouard, ni Jules, ni Émile, ni Eugène, mais Paul, Robert, Roger, Georges, Lucien, Marcel. »

— Les prénoms féminins, 1914
Cet extrait issu d'un ouvrage publié en 1914 et présentant aux parents les traits physiques et moraux des différents prénoms à la mode, permet de découvrir les grandes tendances de l'époque. Ainsi on retrouve parmi les prénoms en vogue au début du XXe siècle, des prénoms totalement absents au XIXe siècle comme les prénoms avec une terminaison en -ette. A contrario, les prénoms populaires au XIXe siècle sont abandonnés.

### Le prénom comme indicateur de l'origine sociale
En France, le sociologue Baptiste Coulmont a analysé les résultats scolaires des étudiants en fonction de leur prénom. Il a remarqué que les Diane, Adèle et Joseph ont plus de 20 % de chances d’obtenir la mention « Très bien » au baccalauréat, contre à peine 3 % des Cindy, Steven et Dylan. « En France, donc, il semble bien que les déterminants sociaux restent centraux dans la distribution des prénoms populaires », note le sociologue.
Dans son ouvrage Pourquoi les Kevin ne deviennent pas médecins, le sociologue Etienne Guertin-Tardif montre que « les chances d'obtenir un diplôme universitaire dans un programme aussi sélectif que la médecine varient énormément en fonction du prénom que l'on porte. » À titre d'exemple, au Québec, moins de deux Kevin sur 1000 nés dans les années 1980 sont aujourd'hui médecins. Ce nombre s'élève à sept pour Vincent, à neuf pour Laurent, à dix pour Etienne, à douze pour Louis et à plus de quatorze pour Antoine. Le ratio de médecins prénommés Antoine est donc sept fois plus élevé que celui des Steve ou des Kevin. « Évidemment, note le sociologue, ce constat est lié à leur origine sociale et aucunement à leurs capacités intellectuelles. »
| Nombre de médecins pour 1000 naissances selon le prénom attribué dans les années 1980 au Québec |                                           |                                                            |                                         |
| Prénom                                                                                          | Nombre de naissances dans les années 1980 | Nombre de médecins en fonction nés dans les années 1980[1] | Nombre de médecins pour 1000 naissances |
| Dave                                                                                            | 2790                                      | 2                                                          | 0,7                                     |
| Kevin                                                                                           | 5674                                      | 11                                                         | 1,9                                     |
| Steve                                                                                           | 4304                                      | 8                                                          | 1,9                                     |
| Steven                                                                                          | 2220                                      | 5                                                          | 2,3                                     |
| Éric                                                                                            | 9259                                      | 23                                                         | 2,5                                     |
| Sébastien                                                                                       | 11 656                                    | 33                                                         | 2,8                                     |
| Alexandre                                                                                       | 13 197                                    | 48                                                         | 3,6                                     |
| Gabriel                                                                                         | 3689                                      | 15                                                         | 4,1                                     |
| Guillaume                                                                                       | 8133                                      | 36                                                         | 4,4                                     |
| Nicolas                                                                                         | 6744                                      | 32                                                         | 4,7                                     |
| Hugo                                                                                            | 1824                                      | 11                                                         | 6                                       |
| Olivier                                                                                         | 5488                                      | 35                                                         | 6,4                                     |
| Vincent                                                                                         | 5357                                      | 38                                                         | 7,1                                     |
| Raphaël                                                                                         | 1249                                      | 9                                                          | 7,2                                     |
| Charles                                                                                         | 3155                                      | 23                                                         | 7,3                                     |
| Jérôme                                                                                          | 1954                                      | 15                                                         | 7,7                                     |
| Laurent                                                                                         | 657                                       | 6                                                          | 9,1                                     |
| Étienne                                                                                         | 2396                                      | 25                                                         | 10,4                                    |
| Louis                                                                                           | 1309                                      | 16                                                         | 12,2                                    |
| Antoine                                                                                         | 1255                                      | 18                                                         | 14,3                                    |
| Total                                                                                           | 459 291                                   | 2356                                                       | 5,1                                     |

[1] Il est à noter que cette information – le nombre de médecins en fonction nés dans les années 1980 – ne tient pas compte du lieu de naissance. Ainsi, des médecins nommés Kevin ou Antoine peuvent être nés en Ontario, aux États-Unis ou en France.

### Ouvrages
- Jacques Dupâquier, Alain Bideau et Marie-Elizabeth Ducreux, Le prénom, mode et histoire : Les entretiens de Malher 1980, Paris, Éditions de l’École des Hautes Études en Sciences Sociales, 1984, 398 p. (ISBN 2-7132-0840-8)
- Jacques Dupâquier, Jean-Pierre Pélissier et Danièle Rébaudo, Le temps des Jules : les prénoms en France au XIXe siècle, Paris, Éditions Christian, 1987 (ISBN 978-2-86496-025-6)
- Philippe Besnard et Guy Desplanques, Un prénom pour toujours : La cote des prénoms, hier, aujourd'hui et demain, Paris, Balland, 1986, 347 p. (ISBN 2-7158-0845-3)
- Baptiste Coulmont, Sociologie des prénoms, Paris, La Découverte, 2011, 125 p. (ISBN 978-2-7071-5778-2)
- Baptiste Coulmont, Changer de prénom. De l'identité à l'authenticité, Paris, PUL, 2016.
- Inconnu, Les prénoms féminins, Paris, 1914 (lire en ligne)
- (en) Stanley Lieberson, A Matter of Taste. How Names, Fashions, and Culture Change, London, Yale University Press, 2000.
- Etienne Guertin-Tardif, Pourquoi les Kevin ne deviennent pas médecins. Et autres phénomènes de société expliqués, Montréal, Les éditions du Journal, 2024.
- Anne Laure Sellier, La science des prénoms, Paris, Héliopes, 2019.

### Articles
- Henri-Daniel Cosnard, « Les prénoms bretons », Études et dossiers (Institut d'études judiciaires de Rennes), vol. 4,‎ 1975, p. 40-43 (lire en ligne, consulté le 19 avril 2014)
- Guy Desplanques, « Les enfants de Michel et Martine Dupont s'appellent Nicolas et Céline », Economie et statistique, no 184,‎ janvier 1986, p. 63-83 (lire en ligne, consulté le 19 avril 2014)
- Jean-Michel Berthelot, « Le choix du prénom. Des régularités statistiques aux mécanismes cognitifs », Revue européenne des sciences sociales,‎ 2004, p. 13-21 (lire en ligne, consulté le 19 avril 2014)
- Étienne Guertin-Tardif, « Dis-moi ton nom et je te dirai qui tu es », La Presse, Montréal, 25 mars 2018. (lire en ligne) (consulté le 25 juillet 2019)